# Microtropis pachyphylla
Microtropis pachyphylla är en benvedsväxtart som beskrevs av Merrill och Freeman. Microtropis pachyphylla ingår i släktet Microtropis och familjen Celastraceae. Inga underarter finns listade.